# Attariq Al Jadid
Attariq Al Jadid (arabe : الطريــــق الجـديـــد), signifiant La Voie nouvelle en français, est un hebdomadaire tunisien paraissant le samedi sous format tabloïd.
Fondé le 3 octobre 1981 par Mohamed Harmel, alors premier secrétaire du Parti communiste tunisien, il est l'organe du parti, devenu le mouvement Ettajdid en 1993 puis la Voie démocratique et sociale en 2012.
Imprimé par l'imprimerie de l'Union générale tunisienne du travail, il sert selon ses fondateurs à « la lutte pour la démocratie, le progrès et le socialisme ». Faisant entre douze et seize pages, il est surtout diffusé à Tunis, dans la région de Gafsa et en France, essentiellement à Paris, par voie de diffusion militante.

## Historique

### Présidence Bourguiba
Harmel a été un temps le directeur responsable du journal. Le 18 juillet 1981, il se rend chez le président Habib Bourguiba à Skanès (Monastir) afin de le remercier d'avoir levé l'interdiction qui pesait depuis 18 ans sur les publications communistes. Harmel fonde finalement le journal le 3 octobre 1981.
Le 8 octobre 1983, Attariq Al Jadid est suspendu pendant six mois pour « diffusion de fausses nouvelles ». Le 30 mars 1985, il est à nouveau suspendu pendant trois mois pour « diffamation contre le Roi d'Arabie saoudite ». Le numéro 154 datant du 16 novembre de la même année est saisi pour avoir publié une longue interview d'Ahmed Ben Salah, devenu un adversaire politique du président Bourguiba. Attariq Al Jadid est à nouveau suspendu pendant six mois à compter d'octobre 1986 pour « diffamation à l'encontre des fonctionnaires de l'État ».

### Présidence Ben Ali
La direction du journal décide en juillet 1988 de suspendre la parution de l'hebdomadaire pour des raisons « matérielles » liées aux difficultés d'approvisionnement en papier. Trois ans plus tard, le journal reparaît sous la forme d'une revue « de réflexion progressiste », mais de façon très irrégulière. En octobre 2001, le journal devient mensuel et bilingue (arabe-français). Le journal devient plus tard hebdomadaire.
Le numéro 113 d'Attariq Al Jadid, en date du 31 janvier 2009, est saisi pour infraction aux dispositions de l'article 63 du code de la presse qui « interdit de publier des actes d'accusation et tous autres actes de procédure pénale avant qu'ils aient été lus en audience publique ». Selon l'AFP, le numéro saisi avait diffusé une transcription de l'interrogatoire de Bechir Laabidi, l'un des dirigeants du mouvement des grèves de Gafsa, dont le procès en appel débutait le 3 février. Seulement, la direction du journal a appris la saisie de ce numéro par le biais des journaux officiels et aucune notification des autorités judiciaires n'avait eu lieu. De plus, selon la direction du journal, qui conteste la légalité de la démarche, le procès-verbal en question « avait fait l'objet d'un débat public au cours de la première audience du Tribunal de première instance de Gafsa tenue le 4 décembre 2008 [...] et a servi de base pour le jugement prononcé lors de l'audience du 11 décembre 2008 du même tribunal ». L'Observatoire pour la liberté de la presse, d'édition et de création en Tunisie, membre de l'International Freedom of Expression Exchange a condamné la saisie du journal.
Ahmed Brahim, secrétaire général du parti, dénonce lors d'une conférence tenue à Tunis le 1er avril 2009 la « saisie déguisée » d'Attariq Al Jadid, retardé de quatre jours après sa parution normale, ce que dément une source gouvernementale qui assure que « le journal existe dans les kiosques et est distribué de manière normale ». Le 9 octobre de la même année, soit deux jours avant le lancement officiel de la campagne électorale pour l'élection présidentielle de 2009, le ministère de l'Intérieur saisit le numéro 149 de l'hebdomadaire car il « contenait des manifestes électoraux, publiés sans respecter les procédures légales relatives au dépôt de ce genre de documents ». Ceci s'est fait selon l'agence Tunis Afrique Presse « en vertu des dispositions de l'article 29 du code électoral et des articles 2 et 12 du code de la presse ».
Le 2 novembre, une déclaration publiée par Ettajdid rapporte que le gouvernement a empêché la distribution du numéro datant du 31 octobre en confisquant des copies. Les autorités n'ont d'abord pas voulu commenté l'affaire ; lors d'une conférence de presse tenue le 6 novembre, le ministre tunisien de la Justice et des Droits de l'homme Béchir Tekkari indique que les journalistes « qui commettent des crimes sont encore sanctionnables par la loi, et ne peuvent utiliser leur profession comme excuse pour justifier ce qu'ils ont fait ».
Le 19 novembre, un communiqué du mouvement Ettajdid rapporte que le directeur de la rédaction Hichem Skik a été empêché « par la force » de pénétrer dans les locaux du parti par « un certain nombre de policiers en civil », vers 10 heures du matin.